# 洛克伍德鎮區 (密蘇里州戴德縣)
洛克伍德鎮區（英語：Lockwood Township）是位於美國密蘇里州戴德縣的一個行政鎮區。

## 地方資料
洛克伍德鎮區的面積為81.40平方千米，當中陸地面積為81.05平方千米，而水域面積為0.35平方千米。根據2020年美國人口普查的數據，當地共有人口1121人，而人口密度為每平方千米13.77人。